# Al·losauroïdeus
Els al·losauroïdeus (Allosauroidea) constitueixen una superfamília de dinosaures teròpodes que conté quatre famílies: els sinraptòrids, els carcarodontosàurids, els al·losàurids, i els neovenatòrids. L'al·losauroïdeu més antic conegut, Sinraptor dongi, aparegué al Juràssic mitjà (estatge Bathonià) de la Xina, i l'últim supervivent conegut del grup és el neovenatòrid del Cretaci superior (Maastrichtià) Orkoraptor. Els al·losauroïdeus tenien un crani llarg i estret, òrbites grans, mans tridàctiles, i solien tenir "banyes" o crestes ornamentals al cap. L'al·losauroïdeu més cèlebre i conegut és el gènere nord-americà Allosaurus.

## Classificació

### Taxonomia
- Superfamília Allosauroidea
  - Gènere Becklespinax?
  - Gènere Poekilopleuron[1]
  - Família Allosauridae
  - Família Carcharodontosauridae
  - Família Neovenatoridae
  - Família Sinraptoridae